# Voleibol nos Jogos Mundiais Militares de 2015 - Feminino
O torneio de voleibol em quadra feminino nos Jogos Mundiais Militares sediado na cidade sul-coreana de Mungyeong, da província de Gyeongsang do Norte cujas partidas ocorreram no GimCheon Gymnasium e no Gimcheon Badminton Stadium entre 3 de outubro a 10 de outubro de 2015.

## Formato de disputa
As cinco equipes disputaram a fase classificatória em turno único, onde todas jogaram entre si, ao final dos confrontos a equipe que finalizou na quinta posição conservou seu posto para a classificação final e a definição do pódio foi decidida entre as duas melhores equipes da classificação geral e  entre a terceira e a quarta colocada de forma análoga.
Para a classificação dentro dos grupos na primeira fase, o placar de 3-0 ou 3-1 garantiu três pontos para a equipe vencedora e nenhum para a equipe derrotada; já o placar de 3-2 garantiu dois pontos para a equipe vencedora e um para a perdedora.

## Medalhistas
|  | BRA Brasil |  | CHN China |  | VIE Vietnã |
|  | Regiane Bidias Ana Cristina Porto Natasha Farinéa Valeska Menezes Veridiana Fonseca Cláudia Bueno Priscila Heldes Bruna Honório Michelle Pavão Renata Colombo |  | Wang Yunlu Linfen Zhu Yanhan Liu Yang Junjing Shen Jing Si Linlin Fan Zuo Ting Yuan Xinyue Qi Lin Wang Qi Wang Yan Huang Liuyan |  | Trần Thị Thảo Âu Hồng Nhung Nguyễn Thị Thanh Hương Trần Thu Trang Vũ Thị Thu Hà Phạm Thị Yến Đỗ Thị Minh Nguyễn Linh Chi Vương Thị Mai Trần Tôn Nữ Ly Linh Bùi Thị Ngà Phạm Thị Liên |

## Primeira fase
A  CISM divulgou previamente o resultado do sorteio de grupos e a tabela de jogos.
- Todos as partidas no horário das Mungyeong (UTC+12:00).

### Grupo único
|     |           |     | Jogos | Jogos | Jogos | Pontos | Pontos | Pontos | Sets | Sets | Sets  |
| Pos | Equipe    | Pts | T     | V     | D     | V      | P      | R      | V    | P    | R     |
| --- | --------- | --- | ----- | ----- | ----- | ------ | ------ | ------ | ---- | ---- | ----- |
| 1   | China     | 11  | 4     | 4     | 0     | 336    | 220    | 1.527  | 12   | 2    | 6,000 |
| 2   | Brasil    | 10  | 4     | 3     | 1     | 338    | 218    | 1.550  | 11   | 3    | 3.667 |
| 3   | Vietnã    | 6   | 4     | 2     | 2     | 249    | 232    | 1.073  | 6    | 6    | 1,000 |
| 4   | Venezuela | 3   | 4     | 1     | 3     | 191    | 268    | 0.713  | 3    | 9    | 0.333 |
| 5   | Canadá    | 0   | 4     | 0     | 4     | 124    | 300    | 0.413  | 0    | 12   | 0,000 |

Resultados
| 3 de outubro de 2015 15ː00 Pág.32-AQ | Vietnã | 3 — 0             | Venezuela | Gimcheon Badminton Stadium Árbitro(s): KOR Sun Ok Bae CHN Chen Guo |
| 3 de outubro de 2015 15ː00 Pág.32-AQ | 25     | Set 1 Set 2 Set 3 | 13 18 16  | Gimcheon Badminton Stadium Árbitro(s): KOR Sun Ok Bae CHN Chen Guo |

| 3 de outubro de 2015 17ː00 Pág.33-AQ | Brasil      | 2 — 3                         | China          | Gimcheon Badminton Stadium Árbitro(s): KOR Hae Yoeun Sung CAT Mohamed Naji Ahmed Al Gaal |
| 3 de outubro de 2015 17ː00 Pág.33-AQ | 25 26 24 13 | Set 1 Set 2 Set 3 Set 4 Set 5 | 19 27 24 26 15 | Gimcheon Badminton Stadium Árbitro(s): KOR Hae Yoeun Sung CAT Mohamed Naji Ahmed Al Gaal |

| 4 de outubro de 2015 15ː00 Pág.43-AQ | Venezuela | 3 — 0             | Canadá   | Gimcheon Badminton Stadium Árbitro(s): EGI Hany Amim Firkry KOR Sun Ok Bae |
| 4 de outubro de 2015 15ː00 Pág.43-AQ | 25        | Set 1 Set 2 Set 3 | 15 17 11 | Gimcheon Badminton Stadium Árbitro(s): EGI Hany Amim Firkry KOR Sun Ok Bae |

| 4 de outubro de 2015 17ː00 Pág.44-AQ | Brasil | 3 — 0             | Vietnã   | Gimcheon Badminton Stadium Árbitro(s): CAN Matthew Van Raalte KOR Hae Yoeun Sung |
| 4 de outubro de 2015 17ː00 Pág.44-AQ | 25     | Set 1 Set 2 Set 3 | 14 21 18 | Gimcheon Badminton Stadium Árbitro(s): CAN Matthew Van Raalte KOR Hae Yoeun Sung |

| 5 de outubro de 2015 15ː00 Pág.55-AQ | Canadá | 0 — 3             | Brasil | Gimcheon Badminton Stadium Árbitro(s): KOR Hae Yoeun Sung CHN Chen Guo |
| 5 de outubro de 2015 15ː00 Pág.55-AQ | 6 7    | Set 1 Set 2 Set 3 | 25     | Gimcheon Badminton Stadium Árbitro(s): KOR Hae Yoeun Sung CHN Chen Guo |

| 5 de outubro de 2015 17ː00 Pág.56-AQ | China | 3 — 0             | Vietnã   | Gimcheon Badminton Stadium Árbitro(s): OMA Ahmed Al Ajmi BRA Edir José Cruz Costa |
| 5 de outubro de 2015 17ː00 Pág.56-AQ | 25    | Set 1 Set 2 Set 3 | 16 13 17 | Gimcheon Badminton Stadium Árbitro(s): OMA Ahmed Al Ajmi BRA Edir José Cruz Costa |

| 6 de outubro de 2015 15ː00 Pág.68-AQ | Venezuela | 0 — 3             | China | Gimcheon Badminton Stadium Árbitro(s): OMA Ahmed Al Ajmi BRA Edir José Cruz Costa |
| 6 de outubro de 2015 15ː00 Pág.68-AQ | 10 18 6   | Set 1 Set 2 Set 3 | 25    | Gimcheon Badminton Stadium Árbitro(s): OMA Ahmed Al Ajmi BRA Edir José Cruz Costa |

| 6 de outubro de 2015 17ː00 Pág.69-AQ | Canadá   | 0 — 3             | Vietnã | Gimcheon Badminton Stadium Árbitro(s): KOR Hae Yoeun Sung CHN Chen Guo |
| 6 de outubro de 2015 17ː00 Pág.69-AQ | 12 10 13 | Set 1 Set 2 Set 3 | 25     | Gimcheon Badminton Stadium Árbitro(s): KOR Hae Yoeun Sung CHN Chen Guo |

| 7 de outubro de 2015 15ː00 Pág.82-AQ | Brasil | 3 — 0             | Venezuela | Gimcheon Badminton Stadium Árbitro(s): CAN Ryan Michael Jon Bunyan CHN Wang Hui |
| 7 de outubro de 2015 15ː00 Pág.82-AQ | 25     | Set 1 Set 2 Set 3 | 12 11     | Gimcheon Badminton Stadium Árbitro(s): CAN Ryan Michael Jon Bunyan CHN Wang Hui |

| 7 de outubro de 2015 17ː00 Pág.83-AQ | China | 3 — 0             | Canadá | Gimcheon Badminton Stadium Árbitro(s): CAT Mohamed Naji Ahmed Al Gaal EGI Hany Amim Firkry |
| 7 de outubro de 2015 17ː00 Pág.83-AQ | 25    | Set 1 Set 2 Set 3 | 11 8   | Gimcheon Badminton Stadium Árbitro(s): CAT Mohamed Naji Ahmed Al Gaal EGI Hany Amim Firkry |

## Fase final
- Horários UTC-12:00

|  | Semifinais | Semifinais |   |                     | Final               | Final |  |
|  |            |            |   |                     |                     |       |  |
|  |            |            |   |                     |                     |       |  |
|  |            |            |   |                     |                     |       |  |
|  |            |            |   |                     |                     |       |  |
|  |            |            |   |                     |                     |       |  |
|  |            |            |   |                     | 10 de Outubro-15ː00 |       |  |
|  |            |            |   |                     | China               | 0     |  |
|  |            | Brasil     | 3 |                     |                     |       |  |
|  |            |            |   |                     |                     |       |  |
|  |            |            |   |                     |                     |       |  |
|  |            |            |   |                     | Terceiro lugar      |       |  |
|  |            |            |   | 10 de Outubro-10ː00 |                     |       |  |
|  |            |            |   | Vietnã              | 3                   |       |  |
|  |            |            |   |                     | Venezuela           | 0     |  |

## Terceiro lugar
| 10 de outubro de 2015 10ː00 Pág.102-AQ | Vietnã | 3 — 0             | Venezuela | GimCheon Gymnasium Árbitro(s): CAN Matthew Van Raalte BRA Edir José Cruz Costa |
| 10 de outubro de 2015 10ː00 Pág.102-AQ | 25     | Set 1 Set 2 Set 3 | 11 7 12   | GimCheon Gymnasium Árbitro(s): CAN Matthew Van Raalte BRA Edir José Cruz Costa |

## Final
| 10 de outubro de 2015 15ː00 Pág.103-AQ | China    | 0 — 3             | Brasil | GimCheon Gymnasium Árbitro(s): KOR Sun Ok Bae KOR Hae Yoeun Sung |
| 10 de outubro de 2015 15ː00 Pág.103-AQ | 22 17 18 | Set 1 Set 2 Set 3 | 25     | GimCheon Gymnasium Árbitro(s): KOR Sun Ok Bae KOR Hae Yoeun Sung |

## Classificação final
| Pos.              | País      |
| ----------------- | --------- |
| Medalha de ouro   | Brasil    |
| Medalha de prata  | China     |
| Medalha de bronze | Vietnã    |
| 4                 | Venezuela |
| 5                 | Canadá    |

## Prêmios individuais
A seleção do campeonato foi composta pelas seguintes jogadoras:
- MVP:Bruna Honório

## Prêmio extra
- Troféu Fair Play: Canadá[1]